# ПРП-4
ПРП-4 Нард (индекс ГРАУ — 1В121, обозначение ГБТУ — «Объект 779») — советский и российский подвижный разведывательный пункт. Разработан для разведки и целеуказания ракетно-артиллерийским системам.

## История создания
Подвижный пункт разведки ПРП-4 разработан в КБ Челябинского тракторного завода как замена ПРП-3. Работами руководил Вершинский В.Л. Серийно машина производится в Рубцовске.

## Описание конструкции

### Броневой корпус и башня
Машина ПРП-4 создана на базе БМП-1. Броневой корпус ПРП-4 обеспечивает защиту экипажа на том же уровне. В башне устанавливался пулемёт. В отличие от ПРП-3 на корпусе отсутствует пусковая установка.

### Вооружение
В качестве основного вооружения использовался 7,62-мм пулемёт ПКТ. Боекомплект составлял 1000 патронов.

### Средства наблюдения и связи
Для наблюдения за местностью ПРП-4 снабжался прибором наблюдения 1ПН59 и РЛС 1РЛ133-1. Для разведки и наблюдения в ночных условиях использовался ночной прибор наблюдения 1ПН61. Дальность опознавания целей в ночных условиях составляла до 3 км. Также на 1В121 имелся дальномер 1Д11М-1, по сравнению с ПРП-3 зона работы дальномера была расширена и составляла от 100 до 10000 м.
Для осуществления радиосвязи машина ПРП-4 снабжалась радиостанциями Р-173 и 1А30М.

## Машины на базе
- ПРП-4М «Дейтерий» — подвижный разведывательный пункт ПРП-4М.
- ПРП-4А «Аргус» — подвижный разведывательный пункт ПРП-4А. Принят на вооружение в 2008 г. Образец машины был представлен на Russia Arms Expo в 2013 и 2015. Создатели Аргуса получили премию Правительства РФ в области науки и техники за 2016 г.[3]

## Операторы
- СССР — 47 единиц ПРП-4 в зоне «до Урала», по состоянию на 1991 год[4], перешли к образовавшимся после распада государствам
- Россия — неизвестное количество ПРП-4А